# Provincia di Sa Kaeo
La provincia di Sa Kaeo si trova in Thailandia, nella regione della Thailandia dell'Est. Si estende per 7.195.1 km², ha 560 925 abitanti (nel 2020) e il capoluogo è il distretto di Mueang Sa Kaeo, dove si trova la città principale Sa Kaeo.

## Storia
La provincia è stata creata nel 1983; precedentemente il suo territorio era compreso nella provincia di Prachinburi.

## Geografia antropica

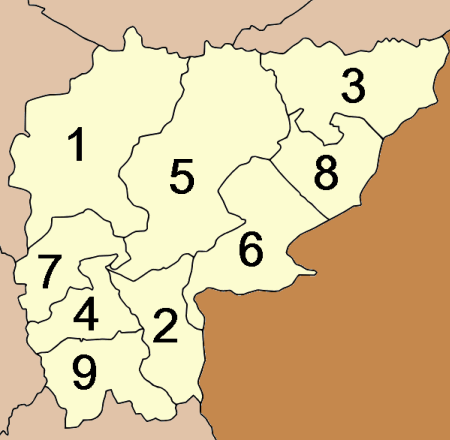
Mappa degli amphoe

La provincia è suddivisa in 9 distretti (amphoe). Questi a loro volta sono suddivisi in 59 sottodistretti (tambon) e 619 villaggi (muban).
| 1. Mueang Sa Kaeo 2. Khlong Hat 3. Ta Phraya 4. Wang Nam Yen 5. Watthana Nakhon | 1. Aranyaprathet 2. Khao Chakan 3. Khok Sung 4. Wang Sombun |

### Amministrazioni comunali
In provincia non vi sono comuni con lo status di città maggiore (thesaban nakhon). I tre comuni che rientrano tra le città minori (thesaban mueang) sono Sa Kaeo (con 18 363 residenti), Wang Nam Yen (20 746) e Aranyaprathet (16 964). La più popolata tra le municipalità di sottodistretto (thesaban tambon) è Wang Sombun, con 10 720 residenti.